# Роє-при-Чатежу
Роє-при-Чатежу (словен. Roje pri Čatežu) — поселення в общині Требнє, регіон Південно-Східна Словенія, Словенія.